# Ravshan Ermatov

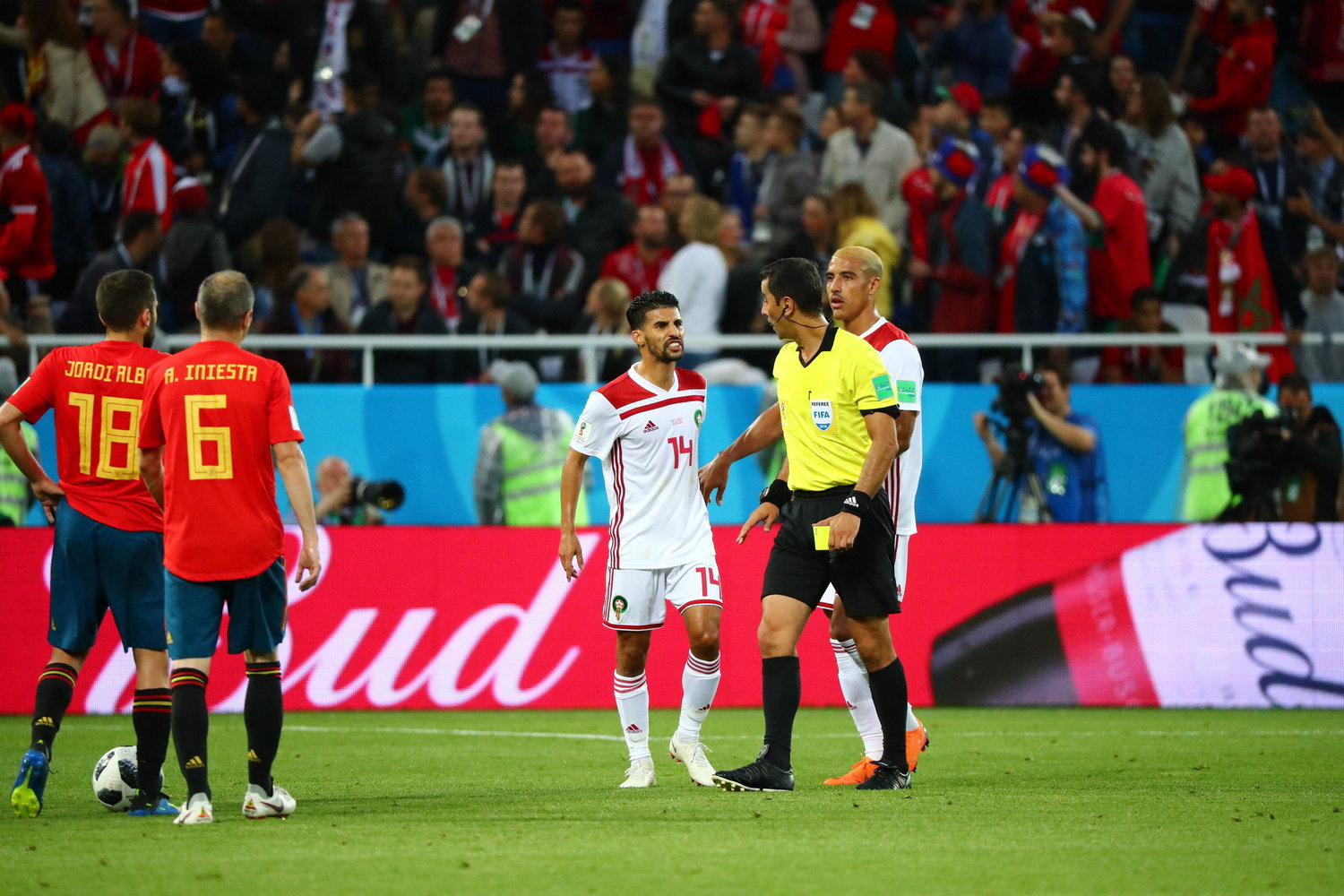
Ravshan Ermatov (2018)

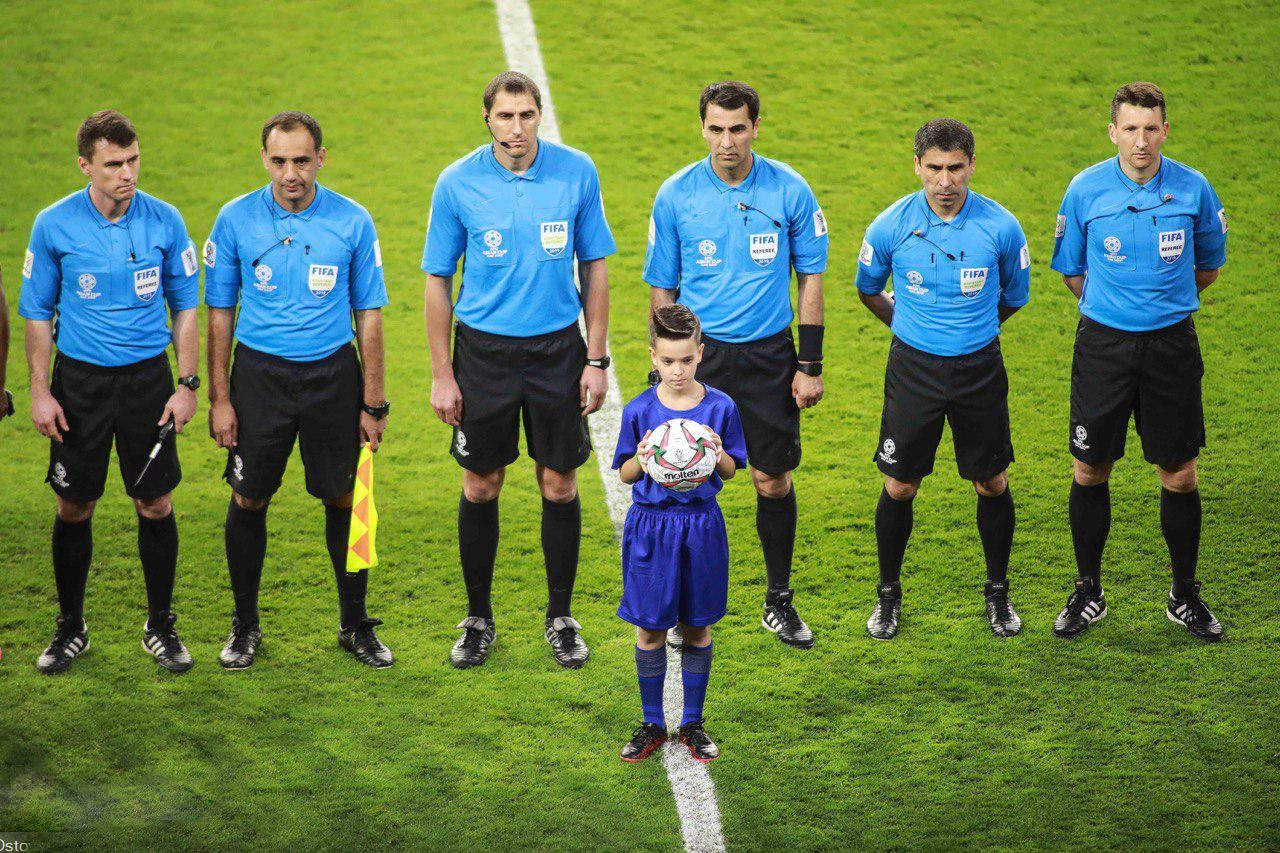
Ravshan Ermatov (Dritter von rechts, 2019)

Ravshan Sayfiddinovich Ermatov (usbekisch-kyrillisch Равшан Эрматов, russisch Равшан Сайфиддинович Ирматов, Transliteration Ravšan Saifiddinovič Irmatov, Transkription Rawschan Saifiddinowitsch Irmatow, englische und FIFA-Schreibweise Ravshan Irmatov; * 9. August 1977 in Taschkent, Usbekische SSR, Sowjetunion) ist ein usbekischer Fußballschiedsrichter. Er ist seit 2003 internationaler Schiedsrichter der FIFA und der einzige usbekische Schiedsrichter, der bislang bei der Endrunde eines FIFA-Turniers zum Einsatz gekommen ist. Mit elf geleiteten Weltmeisterschaftsspielen ist Ermatov Rekordschiedsrichter in dieser Kategorie.

## Karriere
Ermatov musste mit 19 Jahren wegen einer schweren Sprunggelenksverletzung seine Laufbahn als Profifußballer aufgeben. Auf den Rat seines Vaters Sayfiddin Ermatov, ebenfalls Schiedsrichter, der noch in der Meisterschaft der Sowjetunion zum Einsatz gekommen war, wurde er Schiedsrichter.
Er war dreimal bei der U-17-Weltmeisterschaft dabei (2003, 2007 und 2009) und wurde als Schiedsrichter für die Junioren-Fußballweltmeisterschaft 2007 in Kanada ausgewählt, bei der er im Gruppenphasenspiel zwischen Gambia und Mexiko und im Spiel zwischen Chile und Kongo agierte. In den Qualifikationsspielen für die Fußball-Weltmeisterschaften leitete er in der Asien-Zone drei Spiele für die WM 2006, acht Spiele für die WM 2010 und sechs Spiele für die WM 2014. Auch beim Konföderationen-Pokal 2013 in Brasilien kam er zum Einsatz.
Bei der Fußball-Weltmeisterschaft 2010 in Südafrika leitete er zusammen mit Rafael Ilyasov und Bachadyr Kotschkarow fünf Spiele. In allen Partien wurde Ermatov eine souveräne Leistung attestiert. Für das Finale wurde dann aber Howard Webb ausgewählt, zumal Ermatov bereits das Eröffnungsspiel geleitet hatte. Für seine Leistung verlieh ihm der Präsident Usbekistans am 20. Juli 2010 den Ehrentitel „Oʻzbekiston iftixori“ („Stolz Usbekistans“); sein usbekischer Assistent Rafael Ilyasov erhielt den Orden „Doʻstlik“ („Freundschaft“).
Bei der Fußball-Weltmeisterschaft 2014 in Brasilien leitete Ermatov zusammen mit Abdukhamidullo Rasulov und Jakhongir Saidov vier Spiele. Damit kann er inzwischen auf insgesamt neun WM-Einsätze zurückblicken. Kein anderer Schiedsrichter pfiff in der Geschichte so viele Spiele bei WM-Endrunden.
Bei den FIFA-Klub-Weltmeisterschaften 2008 und 2011 leitete er jeweils zwei Spiele, dabei jeweils die Finals. Auch bei den größten Turnieren in Asien war er bereits häufig im Einsatz. 2007 leitete er das Finale der AFC Champions League und damit eines seiner bisher größten Spiele. Von 2008 bis 2014 war er bei 33 Spielen in diesem Wettbewerb eingesetzt. Er war auch bei der Fußball-Asienmeisterschaft 2004 (1×) und 2011 (4×) als Schiedsrichter aktiv. In den Jahren 2008, 2009, 2010 und 2011 erhielt er die Auszeichnung als „Bester Schiedsrichter Asiens“.

## Einsätze

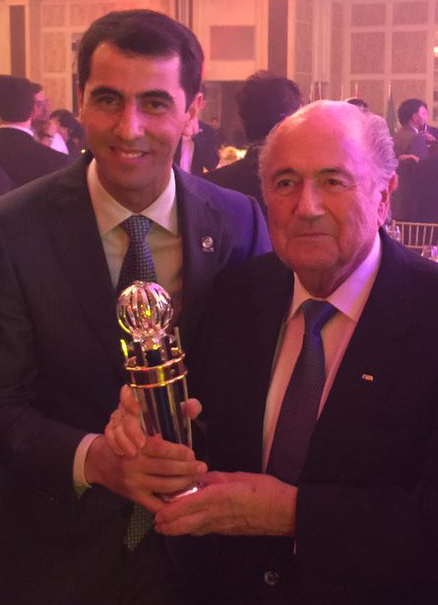
Ravshan Ermatov und Sepp Blatter

FIFA-Klub-Weltmeisterschaft 2008 in Japan
- Viertelfinale – 13. Dezember 2008, 13:45 Uhr:  al Ahly Kairo –  CF Pachuca 2:4 n. V. (2:2, 0:2)
- Finale – 21. Dezember 2008, 19:30 Uhr:  LDU Quito –  Manchester United 0:1 (0:0)

Fußball-Weltmeisterschaft 2010 in Südafrika
- Gruppe A – 11. Juni 2010, 16:00 Uhr:  Südafrika –  Mexiko 1:1 (0:0) – Eröffnungsspiel
- Gruppe C – 18. Juni 2010, 20:30 Uhr:  England –  Algerien 0:0
- Gruppe B – 22. Juni 2010, 20:30 Uhr:  Griechenland –  Argentinien 0:2 (0:0)
- Viertelfinale – 3. Juli 2010, 16:00 Uhr:  Argentinien –  Deutschland 0:4 (0:1)
- Halbfinale – 6. Juli 2010, 20:30 Uhr:  Uruguay –  Niederlande 2:3 (1:1)

Fußball-Asienmeisterschaft 2011 in Katar
- Gruppe D – 11. Januar 2011, 17:15 Uhr:  Irak –  Iran 1:2 (1:1)
- Gruppe B – 17. Januar 2011, 14:15 Uhr:  Saudi-Arabien –  Japan 0:5 (0:3)
- Viertelfinale – 22. Januar 2011, 17:25 Uhr:  Iran –  Südkorea 0:1 n. V.
- Finale – 29. Januar 2011, 16:00 Uhr:  Australien –  Japan 0:1 n. V. (0:0)

FIFA-Klub-Weltmeisterschaft 2011 in Japan
- Spiel um Platz 5 – 14. Dezember 2011, 16:30 Uhr:  CF Monterrey –  Espérance Sportive de Tunis 3:2 (2:1)
- Finale – 18. Dezember 2011, 19:30 Uhr:  FC Santos –  FC Barcelona 0:4 (0:3)

Fußballturnier der Olympischen Sommerspiele 2012 in London
- Gruppe A – 26. Juli 2012, 20:00 Uhr:  Vereinigtes Königreich –  Senegal 1:1 (1:0)
- Gruppe B – 1. August 2012, 17:00 Uhr:  Mexiko –  Schweiz 1:0 (0:0)
- Spiel um Platz 3 – 10. August 2012, 19:45 Uhr:  Südkorea –  Japan 2:0 (1:0)

FIFA-Konföderationen-Pokal 2013 in Brasilien
- Gruppe A – 22. Juni 2013, 16:00 Uhr:  Italien –  Brasilien 2:4 (0:1)

Fußball-Weltmeisterschaft 2014 in Brasilien
- Gruppe E – 15. Juni 2014, 13:00 Uhr:  Schweiz –  Ecuador 2:1 (0:1)
- Gruppe A – 23. Juni 2014, 17:00 Uhr:  Kroatien –  Mexiko 1:3 (0:0)
- Gruppe G – 26. Juni 2014, 13:00 Uhr:  Vereinigte Staaten –  Deutschland 0:1 (0:0)
- Viertelfinale – 5. Juli 2014, 17:00 Uhr:  Niederlande –  Costa Rica 0:0 n. V., 4:3 i. E.

Fußball-Asienmeisterschaft 2015 in Australien
- Gruppe A – 9. Januar 2015, 20:00 Uhr:  Australien –  Kuwait 4:1 (2:1) – Eröffnungsspiel
- Gruppe C – 15. Januar 2015, 20:00 Uhr:  Katar –  Iran 0:1 (0:0)
- Gruppe D – 20. Januar 2015, 20:00 Uhr:  Japan –  Jordanien 2:0 (1:0)

Fußball-Weltmeisterschaft 2018 in Russland
- Gruppe D – 21. Juni 2018, 20:00 Uhr:  Argentinien –  Kroatien 0:3 (0:0)
- Gruppe B – 25. Juni 2018, 20:00 Uhr:  Spanien –  Marokko 2:2 (1:1)